# Eduard Switala
Eduard Switala (Switalla) (ur. 27 listopada 1919 w Hamburgu, zm. 28 maja 2004) – funkcjonariusz Ministerstwa Bezpieczeństwa Państwowego NRD (Stasi), pułkownik.

## Życiorys
Skończył szkołę ludową i 1933 wyemigrował do Francji, a w 1935 do ZSRR, gdzie pracował jako ślusarz w Leningradzie (obecnie Petersburg) i Woroszyłowgradzie (obecnie Ługańsk). Od 1937 był tokarzem w Moskwie, po ataku Niemiec na ZSRR został zmobilizowany do armii pracowniczej, w 1946 wstąpił do SED i został instruktorem Komitetu rejonowego SED w Schwerin. Od 1947 funkcjonariusz Stasi, 1948-1949 słuchacz szkoły okręgowej SED, potem szef wydziału kultury politycznej i zastępca szefa zarządu rolniczego ds. ochrony gospodarki narodowej w Meklemburgii, od sierpnia do października 1952 szef Okręgowego Zarządu Stasi w Rostocku w stopniu Inspektora Stasi. Od października 1952 Kommander Stasi, od października 1952 do stycznia 1953 szef Wydziału VI Okręgowego Zarządu Stasi w Halle, od stycznia do listopada 1953 szef rejonowego oddziału Okręgowego Zarządu Stasi w Halle, od 1953 pułkownik Stasi. Od listopada 1953 do lutego 1955 zastępca szefa III Głównego Zarządu Sektora Stasi NRD, od lutego do listopada 1955 szef Wydziału VI Sektora Stasi NRD, od listopada 1955 do lutego 1962 szef Wydziału VI Stasi NRD, 1962 awansowany na pułkownika Stasi. Od lutego do sierpnia 1962 szef wydziału Biura Kierowniczego Stasi NRD, potem p.o. szefa, a od 1 stycznia 1963 do października 1968 szef Grupy Robotniczej/Głównego Zarządu Kontroli Paszportowej i Śledztwa Stasi NRD, 1968-1970 funkcjonariusz przy szefie Grupy Robotniczej Ministerstwa Bezpieczeństwa Państwowego NRD, 1970-1971 szef Grupy Śledczej Stasi NRD, następnie zwolniony ze służby. W 1980 odznaczony Orderem Zasług dla Ojczyzny